# 中島ちあき
中島 ちあき（なかじま ちあき、1980年9月6日 - ）は、東京生まれの歌手、モデル、女優。本名：中島 千晶。

## 来歴・人物
1998年、安部恭弘のプロデュースで歌手デビュー。2000年以降リリースはしておらず、女優として活躍している。
2004年、RIP SLYMEのDJ FUMIYAと入籍。

## ディスコグラフィー
シングル
1. LOVE（1998年7月23日）
2. GIRL'S LIFE（1998年9月2日）
3. FUTURE（1999年2月24日）テレビアニメ『超速スピナー』EDテーマ。「なかじまちあき」名義。
4. FOLLOW ME（1999年2月24日）
5. Lovely,Love Me（1999年8月1日）（黒沢健一プロデュース）
6. Don't Take My Time（1999年9月1日）（黒沢健一プロデュース）

アルバム
- Radio Days（But Goodies）（1999年4月28日）

## 出演
映画
- スイート・スイート・ゴースト（2000年9月15日公開）
- 稲川淳二の真実のホラー 傷心旅行（2003年6月26日公開）
- カクト（2003年7月16日公開）

CM
- 小田急電鉄/小田急ロマンスカー
- J-PHONE/パーティー篇